# アントニオ・セーニ
アントニオ・セーニ（Antonio Segni、1891年2月2日 - 1972年12月1日）は、イタリアの政治家。首相（第47・50代）、共和国大統領（第4代）を歴任。

## 概要
サルデーニャのサッサリで地主の息子に生まれる。イタリア人民党に参加し党全国委員となるが、ベニート・ムッソリーニ政権下で人民党が非合法化されると大学で法律を講じて糊口を凌いだ。
ムッソリーニ政権が倒れるとキリスト教民主主義結党に参加、1946年に議員に選ばれ政界入りを果たした。デ・ガスペリ内閣で農相や国防相を歴任した後、1955年に首相となり1957年まで務めた。首相退任後にファンファーニ内閣で国防相となり、1959年から1960年まで再度首相兼内相。その後外相を経て、1962年に大統領に選出された。外相に在任していた1961年6月に日本を訪問した。
大統領在職中の1964年8月7日に脳血栓で倒れ、12月6日に辞任。イタリアが共和制に移行して初めての任期途中での辞職となった。この間、ジュゼッペ・サーラガトが選出される12月29日まで、憲法の規定に基づき、大統領職は上院議長のチェーザレ・メルツァゴーラが代行した。
その後は闘病生活を送り、1972年12月1日、ローマ市内の病院で腎臓病疾患による心臓発作で死去。
息子のマリオ・セーニはタンジェントポリで一時頭角を現し、現在欧州議会議員。1970年代にイタリア共産党書記長としてユーロコミュニズムを推進したエンリコ・ベルリンゲル、1980年代に大統領を務めたフランチェスコ・コッシガはともに甥にあたる。